# Fides (planetka)
(37) Fides je planetka nacházející se v hlavním pásu asteroidů. Její průměr činí asi 108 km. Byla objevena 5. října 1855 německým astronomem R. Lutherem.